# Свети Мало
Свети Мало (487-565) је био келтски епископ, један од седам светих оснивача Бретање. По њему је назван град Сен Мало.
Рођен је у велшкој породици у области Каубриџа (И Бонт-фаен) у будућем округу Гламорган (Гвент) у јужном Велсу. У време његовог рођења, његова мајка је, према житију, имала 67 година. Био је ученик светог Брендана, са којим је ходочастио. Прешао је Ламанш и настанио се на острву насупрот месту где се сада налази град Сен Мало. Оснивач је алетске епархије и манастира у коме је узгајао грожђе. Због прогона је био приморан да напусти манастир и заједно са својим следбеницима се настанио у Аршингију (Саинтонж), у округу Шарант-Маритим, где је и умро.
У 10. веку његове мошти су, уз сагласност Хуга Великог, пренете у Париз. Он је поштован као један од седам легендарних оснивача Бретање.
Дан сећања на светог Мала је 15. новембар.